# 한림대학교
한림대학교(翰林大學校, Hallym University)는 강원특별자치도 춘천시에 있는 대한민국의 4년제 사립 대학이다. 의사이자 교육자였던 윤덕선이 자신의 아호인 일송을 따 1982년 1월 학교법인 일송학원을 설립하고 같은 해 3월 한림대학을 개교하였다. 한림대학은 1989년 종합대학인 한림대학교로 개편되었다. 교훈은 사랑, 진실, 자율이며 교표는 한림대학교의 이니셜 H와 L을 이 새의 모습으로 형상화했다. 교표의 청색은 춘천의 아름다운 자연환경을, 청록색은 품위있는 젊음을 상징한다.

## 연혁
- 1982년 : 성심여자대학 춘천본교 교사 인수
- 1982년 1월 8일 : 한림대학 설립 인가
- 1982년 3월 1일 : 초대학장 김택일(金鐸一) 박사 취임
- 1982년 3월 8일 : 제1회 입학식 거행(4개학과 228명)
- 1982년 5월 15일 : 제1회 개교 기념식 거행
- 1983년 8월 1일 : 외국어연구소 설치
- 1984년 1월 1일 : 외국어연구소 설치
- 1984년 11월 1일 : 박물관, 사회의학연구소 설치
- 1984년 12월 10일 : 부속 춘천성심병원 개원[3]
- 1985년 2월 26일 : 학생기숙사 A, B동 준공
- 1985년 5월 17일 : 학생기숙사 C동 준공
- 1986년 1월 11일 : 중앙관, 의학관, 도서관 준공
- 1986년 3월 1일 : 2대 학장 현승종박사 취임, 한국영양연구소 설치
- 1986년 6월 30일 : 실험동물사육사, 학생회관 준공
- 1987년 11월 9일 : 대학원 석사과정 설치인가
- 1988년 5월 15일 : 학생기숙사 D동 준공
- 1988년 11월 10일 : 종합대학교 개편인가(인문대학, 사회과학대학, 자연과학대학, 의과대학으로 개편)
- 1989년 3월 1일 : 한림대학교로 교명 변경, 초대총장 현승종(玄勝種) 박사 취임
- 1989년 11월 6일 : 대학원 박사과정 설치인가
- 1989년 11월 21일 : 제2대 이사장 윤대원(尹大原) 박사 취임
- 1989년 11월 6일 : 대학원 박사과정 설치인가
- 1990년 3월 1일 : 한림과학원 설치
- 1990년 3월 30일 : 강의동 준공
- 1992년 9월 1일 : 학군단(ROTC) 창설
- 1992년 12월 3일 : 제2대 총장 정범모(鄭範謨) 박사 취임
- 1994년 10월 21일 : 경영대학원 신설
- 1995년 8월 28일 : 학생회관 준공
- 1995년 10월 13일 : 정보전자공과대학 신설
- 1995년 10월 18일 : 신운동장 준공
- 1996년 1월 5일 : 학생기숙사 E동 준공
- 1996년 3월 5일 : 제3대 총장 이상주(李相周) 박사 취임
- 1997년 9월 16일 : 학생기숙사 F동 준공
- 1997년 11월 2일 : 사회복지대학원 설립
- 1998년 4월 30일 : 사회과학관 준공
- 1998년 12월 7일 : 제4대 총장 한달선(韓達善) 박사 취임
- 1999년 5월 1일 : 한림 산·학·연 공동기술개발 지역컨소시엄센터 설치
- 2000년 2월 29일 : 일송아트홀 준공
- 2001년 3월 1일 : 청각언어연구소 설치
- 2002년 2월 16일 산학협력단 설치
- 2002년 2월 20일 : 학생기숙사 금병재(G동) 준공
- 2002년 12월 1일 : 한림과학원, 한림유전체응용연구소 설치
- 2003년 2월 1일 : 제5대 총장 이상우 박사 취임
- 2003년 12월 4일 : 한림대 UI선포식
- 2004년 1월 29일 : 한림대학교 산학협력단 법인 설립
- 2004년 9월 8일 : 국제관 개관
- 2005년 8월 30일 : 퇴계관 개관
- 2005년 10월 30일 : 일송기념도서관 완공
- 2006년 7월 1일 : 임상치의학대학원 신설
- 2006년 11월 20일 : 지역협력단 설치
- 2007년 2월 1일 : 제6대 총장 김중수 박사 취임
- 2007년 5월 18일 : 한림건강체력센터 설치
- 2007년 6월 1일 : 한림고령사회종합연구원 설치
- 2008년 3월 10일 : 제7대 총장 이영선 박사 취임
- 2008년 8월 1일 : 임상간호대학원 신설
- 2008년 12월 24일 : 의과대학 간호학부 2008년 한국간호평가원 간호학과 인정평가 인증
- 2009년 6월 22일 : 한림대학교 의료관광인재양성센터 설치
- 2009년 7월 1일 : 기초교육대학 산하 평생교육연구소 설치
- 2009년 9월 1일 : 실험동물센터, 장비기기지원센터 설치
- 2010년 5월 1일 : 임상간호대학원, 간호대학원으로 명칭변경
- 2010년 7월 1일 : 보건대학원 및 치료과학대학원 통폐합
- 2010년 9월 1일 : 법무대학원 신설
- 2011년 3월 4일 : 학생생활관 신관 신축
- 2012년 3월 10일 : 제 8대 총장 노건일 박사 취임
- 2013년 3월 1일 : 사회과학대학 산하 ‘글로벌 사회공헌 연구소’ 설치
- 2013년 3월 13일 : 한림대학교 일송학원 2차 건립
- 2013년 7월 1일 : 부속기관 레크리에이션센터 설치
- 2014년 6월 1일 : 산학협력특성화대학 신설, 한림대학교 지방대학특성화교육사업단(CK-I) 신설
- 2014년 9월 1일 : 직속기구 ‘한림미래교육평가원’신설
- 2014년 10월 1일 : 부속기관 ‘종합연구센터’신설
- 2015년 8월 31일 : 대학구조개혁평가 A등급
- 2016년 3월 1일 : 제9대 총장 김중수 박사 취임
- 2016년 9월 1일 : 한림 Vision & Action 2016~2022 선포, 그룹웨어 시스템 구축, 전자결재 시행
- 2016년 9월 27일 : 제1회 Intramural League 개최
- 2017년 3월 1일 : 융합인재학부 신설
- 2017년 4월 1일 : 사회맞춤형 산학협력 선도대학(LINC+) 육성사업 선정
- 2017년 6월 1일 : 학생 중심 교육을 위한 학사 제도 개편 복수전공 필수화, 소속변경 자율화
- 2017년 8월 28일 : 글로벌협력대학원 설립
- 2018년 2월 1일 : 글로벌융합대학 설립
- 2018년 4월 1일 : 소프트웨어중심대학 사업 선정
- 2018년 4월 4일 : Campus Life Center 개관
- 2018년 9월 1일 : 한림 Vision & Action 2018~ 수립, 스쿨 설립 학사조직 개편
- 2018년 9월 1일 : 교육부 대학기본역량진단 자율개선대학 선정
- 2018년 9월 5일 : 한림대학교 개교 100주년 기념 타임캡슐 매설, 도헌글로벌스쿨 개관
- 2019년 1월 1일 : Smart Campus 구축
- 2019년 3월 1일 : 교양교육 혁신(일송자유교양대학& 간호대학 설립 등), 대학혁신지원사업 선정
- 2019년 3월 4일 : KOICA 기후변화대응분야 석사학위 연수사업 선정
- 2019년 4월 16일 : LINC+ 1단계 평가 최고등급인 매우우수 획득
- 2019년 10월 1일 : 교책연구원 한림AI융합연구원 설립
- 2019년 11월 20일 : 사색의 정원 준공
- 2020년 3월 1일 : 제10대 총장 김중수 박사 취임
- 2020년 9월 1일 : 4단계 BK21 사업 선정
- 2020년 9월 25일 : 한림대학교 기술지주주식회사 설립
- 2020년 11월 1일 : 대학원 인공지능융합학과 신설
- 2020년 11월 11일 : 한림 비전관 개관
- 2021년 3월 1일 : 첨단분야 학과 신설 및 정원 순증·인공지능융합학부(입학정원 60명)
- 2021년 8월 1일 : 캠퍼스라이프 카운슬링센터 신설(학생생활상담센터 개편)
- 2021년 9월 1일 : 제11대 총장 최양희 박사 취임
- 2021년 9월 1일 : 교육부 대학기본역량진단 일반재정지원대학 선정

## 교육 편제
한림대학교는 8개 단과대학, 6개 스쿨, 일반대학원과 6개의 특수대학원을 운영하고 있다.

### 학부
| 인문대학                                                                                            | 사회과학대학 | 경영대학                             | 자연과학대학 |
| --------------------------------------------------------------------------------------------------- | --- | ------------------------------------ | --- |
| - 인문학부 - 국어국문학전공 - 철학전공 - 사학전공 - 영어영문학과 - 중국학과 - 일본학과 - 러시아학과 | - 경제학과 - 심리학과 - 사회학과 - 정치행정학과 - 사회복지학부 - 사회복지학전공 - 노인복지학전공 - 광고홍보학과 - 법학과 | - 경영대학 - 경영학과 - 금융재무학과 | - 화학과 - 생명과학과 - 바이오메디컬학과 - 식품영양학과 - 환경생명공학과 - 언어청각학부 - 언어병리학전공 - 청각학전공 - 체육학과 |

| 소프트웨어 융합대학                                | 의과대학       | 간호대학   | 글로벌융합대학 ! |
| -------------------------------------------------- | -------------- | ---------- | --- |
| - 스마트 IoT 전공 - 빅데이터 전공 - 컨텐츠 IT 전공 | - 의예ㆍ의학과 | - 간호학과 | - 인공지능융합학부 - AI의료융합 - AI로봇융합 - AI기술경영융합 - 글로벌학부 - 글로벌비즈니스전공 - 정보법과학전공 - 한국학전공 - 한중통번역전공 - 문화산업전공 |

| 미디어스쿨                                    | 데이터과학융합스쿨                                       | 나노융합스쿨                  | 미래융합스쿨                                                                                       |
| --------------------------------------------- | -------------------------------------------------------- | ----------------------------- | -------------------------------------------------------------------------------------------------- |
| - 언론방송융합미디어전공 - 디지털미디어콘텐츠 | - 데이터테크전공 - 임상의학통계전공 - 디지털금융정보전공 | - 반도체전공 - 디스플레이전공 | - 디지털 인문예술 전공 - 글로벌협력전공 - 융합관광경영 전공 - 의약신소재 전공 - 융합신소재공학전공 |

### 대학원
- 일반대학원
- 경영대학원
- 간호대학원
- 보건과학대학원
- 사회복지대학원
- 임상치의학대학원
- 글로벌협력대학원

## 주요 주변 시설
- 한림대학교 춘천성심병원
- 유봉여자중학교
- 유봉여자고등학교
- 강원특별자치도청
- 춘천시청
- 춘천향교

## 같이 보기
- 한림대학교 의료원
- 한림성심대학교
- 한림국제대학원대학교